# Hamr na Jezeře
Hamr na Jezeře – gmina w Czechach, w powiecie Česká Lípa, w kraju libereckim. 1 stycznia 2014 liczyła 393 mieszkańców.